# Maurens, Haute-Garonne
Maurens är en kommun i departementet Haute-Garonne i regionen Occitanien i södra Frankrike. Kommunen ligger i kantonen Revel som tillhör arrondissementet Toulouse. År 2022 hade Maurens 207 invånare.

## Befolkningsutveckling
Antalet invånare i kommunen Maurens
Referens:INSEE